# Tony Grove Lake

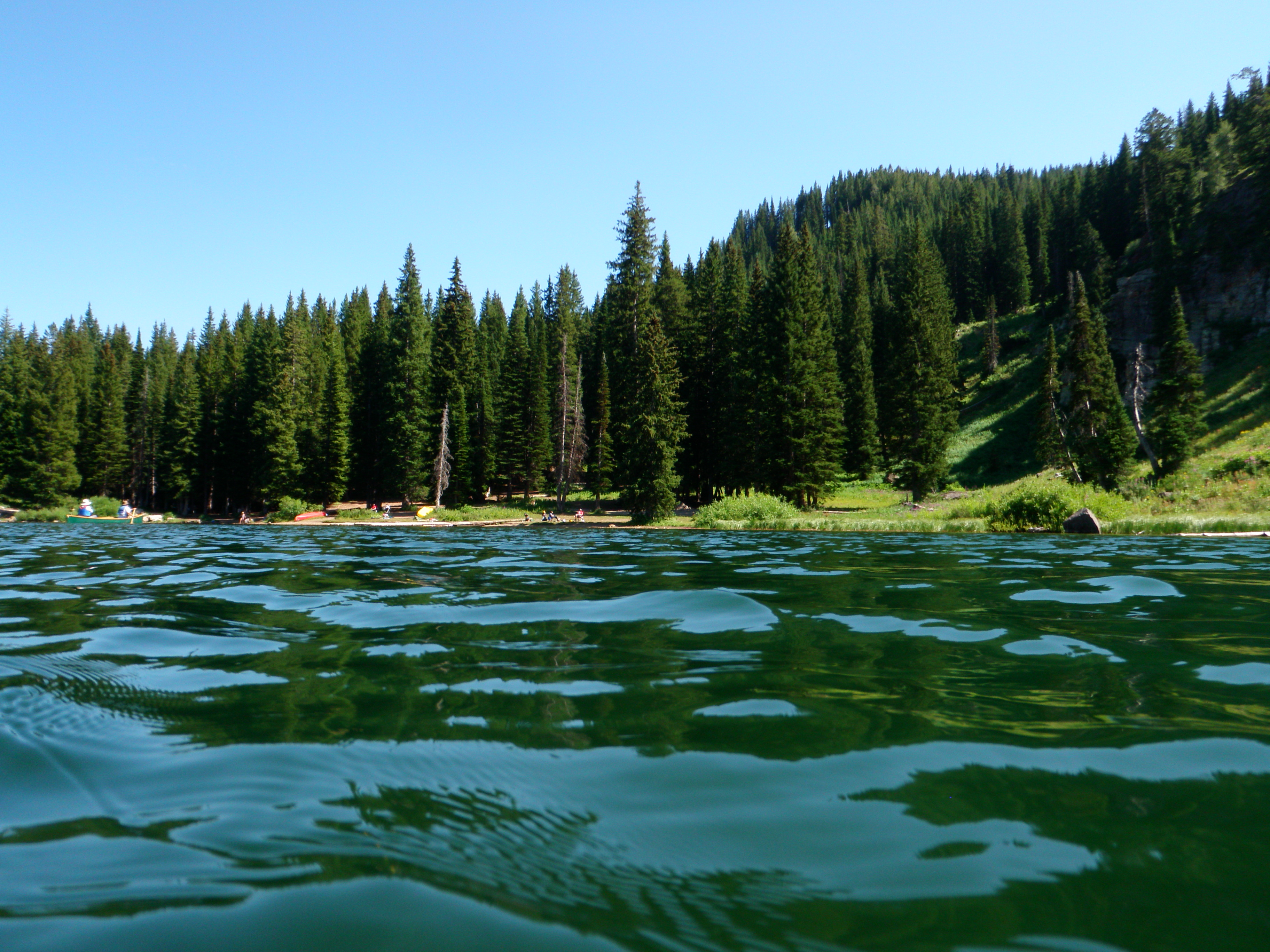
Tony Grove Lake

Tony Grove Lake is een gletsjermeer in de Amerikaanse staat Utah. Het meer ligt op een hoogte van 2 453 m, ten westen van Bear Lake (Idaho-Utah). Het is bereikbaar vanaf U.S. Route 89 via een 11 km lange weg. Het meer maakt deel uit van Mount Naomi Wilderness. Rond dit gletsjermeer bloeien in het voorjaar veel wilde bloemen.

## Afbeeldingen

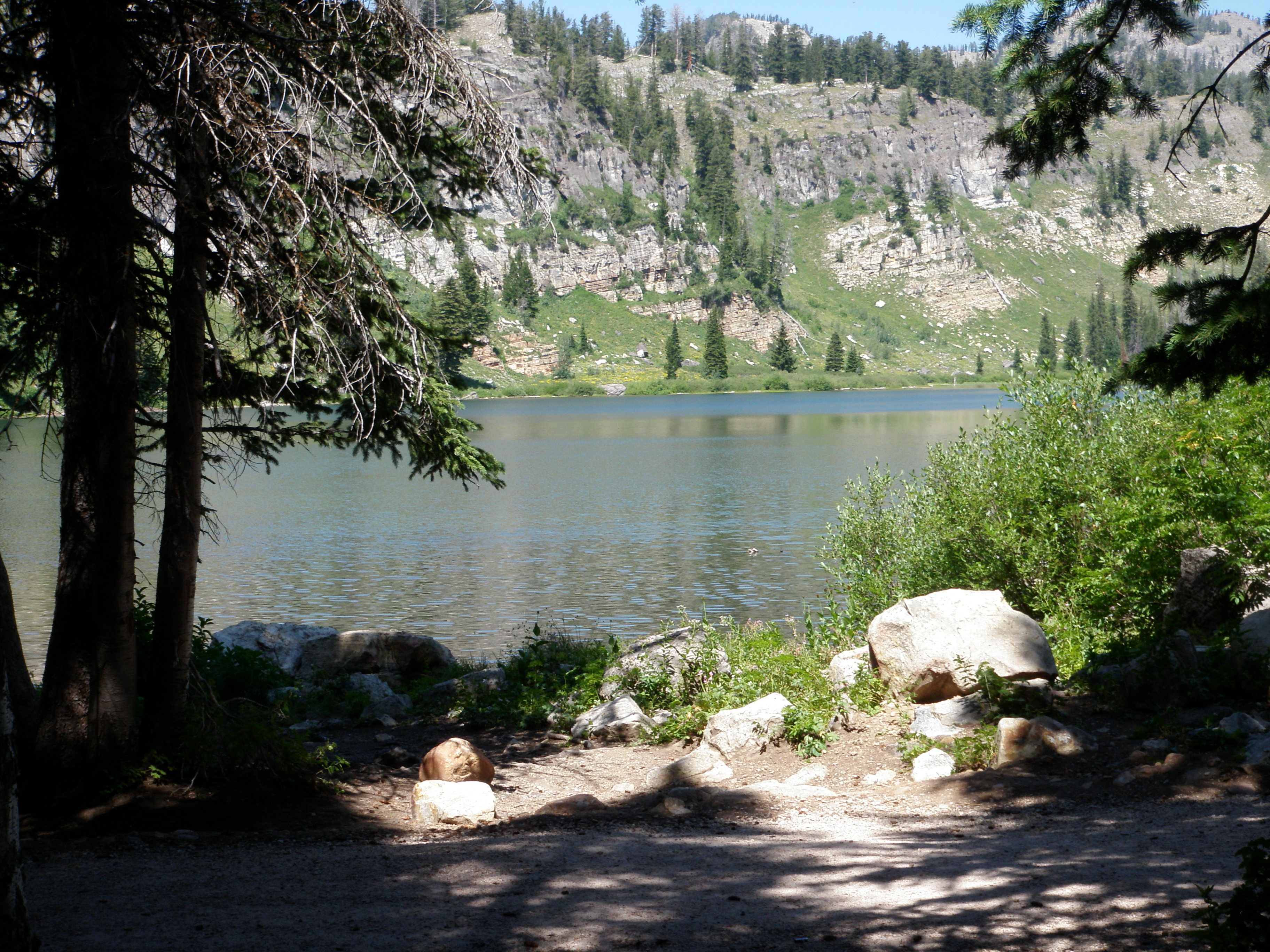
Tony Grove Lake
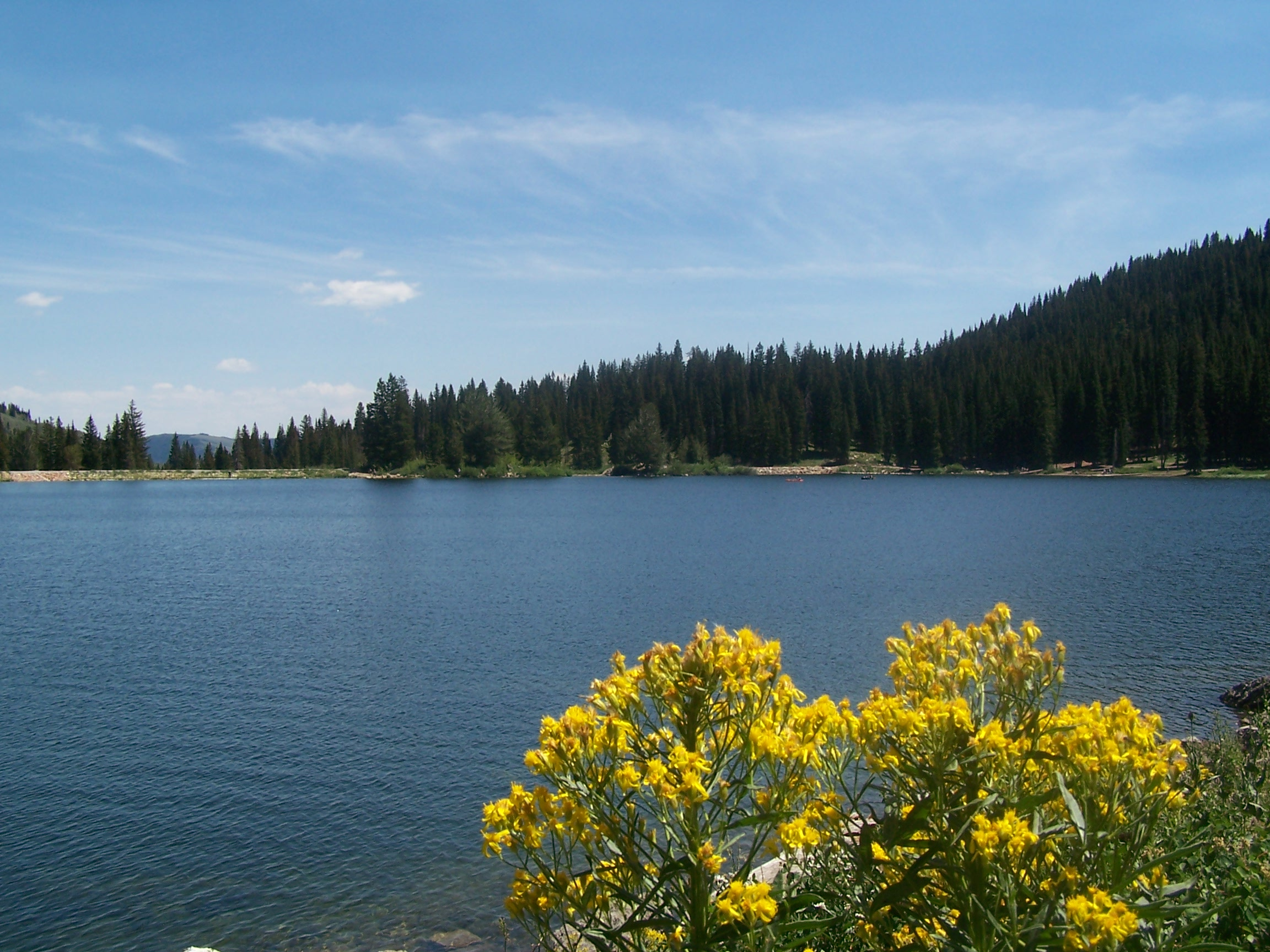
Tony Grove Lake